# Kalkvedermos
Kalkvedermos (Fissidens dubius) is een soort uit het geslacht vedermos (Fissidens). 

## Determinatie

### Uiterlijke kenmerken
Kalkvedermos groeit in dichte groene of geel- tot bruingroene gazons. De scheuten zijn schaars vertakt en ongeveer 2 tot 5 centimeter hoog. Ze hebben veel bladparen, die strikt in twee rijen staan en dicht bebladerd. De tongvormige tot breed-lancetvormige bladeren zijn overal bijna even breed en lopen kortstondig toe naar een scherpe punt. Aan de bovenkant zijn ze aan de randen onregelmatig gezaagd. Het bovenste bladdeel is meestal korter dan het omhulseldeel. De bladnerfloopt door tot aan de bladtop.
De roodachtige, ongeveer 1 centimeter lange seta ontspringt in het midden of onderaan de scheut en draagt de licht gebogen, hellende tot horizontale sporenkapsel. Het deksel van de capsule is licht scheef en heeft een lange snavel. De sporen rijpen van de late herfst tot de lente.
Microscopische kenmerken
De laminacellen, die gewoonlijk in één laag, maar op sommige plaatsen in twee lagen, zijn enigszins ondoorzichtig, rond tot afgerond hoekig en ongeveer 7 tot 12 µm groot. Aan de bladranden zijn de cellen in 3 tot 4 rijen duidelijk lichter en dikker van wand. De sporen meten 13-20 µm.

## Ecologie
Kalkvedermos groeit op kalkrijke grond op duinhellingen, in kalkgraslanden en epilitisch op kalkrijk gesteente.

## Verspreiding
Kalkvedermos kent een kosmopolitische verspreiding. Het komt voor in Europa, Azië, Noord-Afrika, op de Azoren, de Canarische Eilanden en Madeira, evenals in Noord- en Midden-Amerika. In Centraal-Europa komt het vooral voor in de middelgebergten en in de Alpen, verder minder vaak voor. In Nederland is kalkvedermos zeldzaam. Het is niet bedreigd en staat niet op de rode lijst. In Vlaanderen komt het zeer zeldzaam voor.

## Fotogalerij

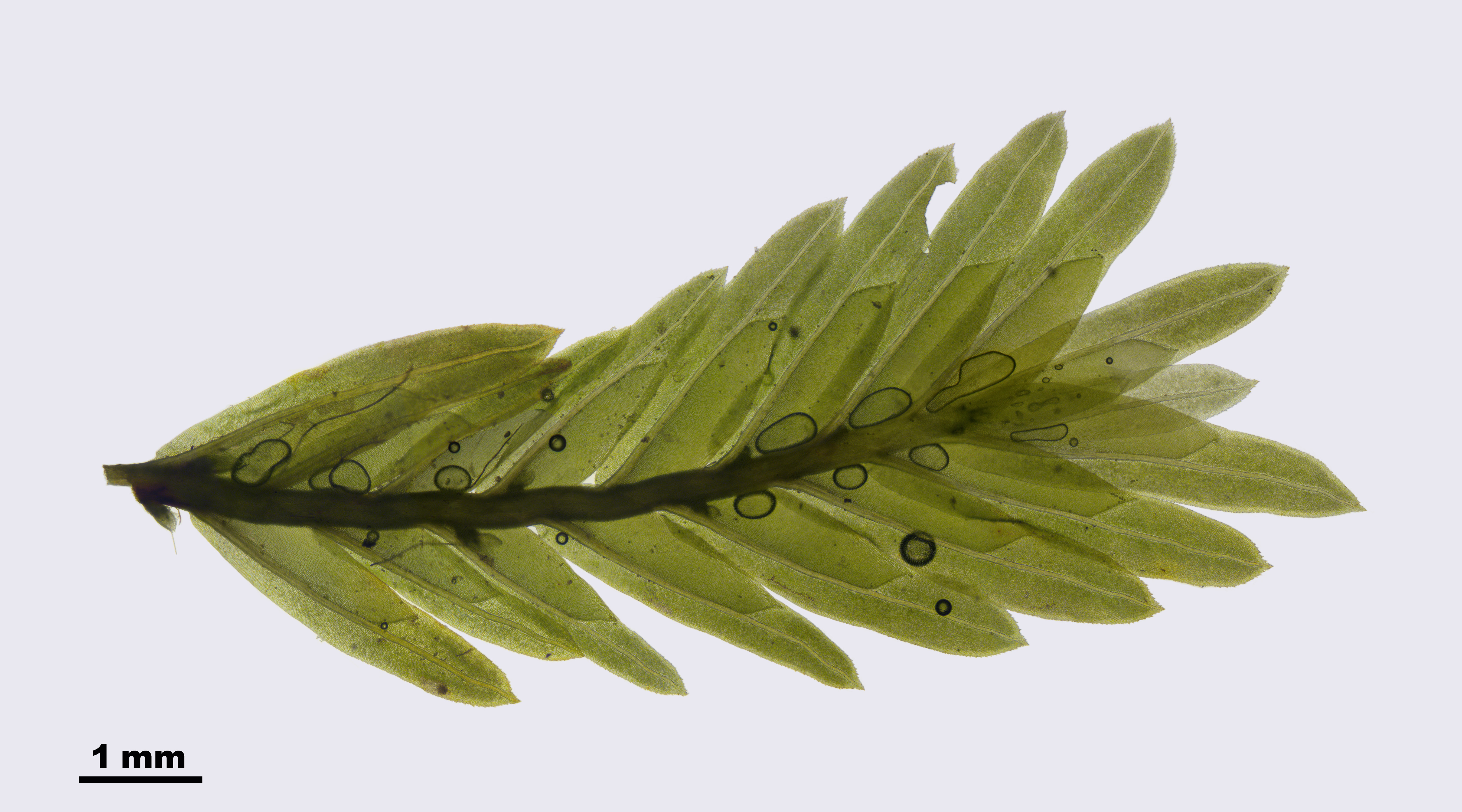
Bladeren
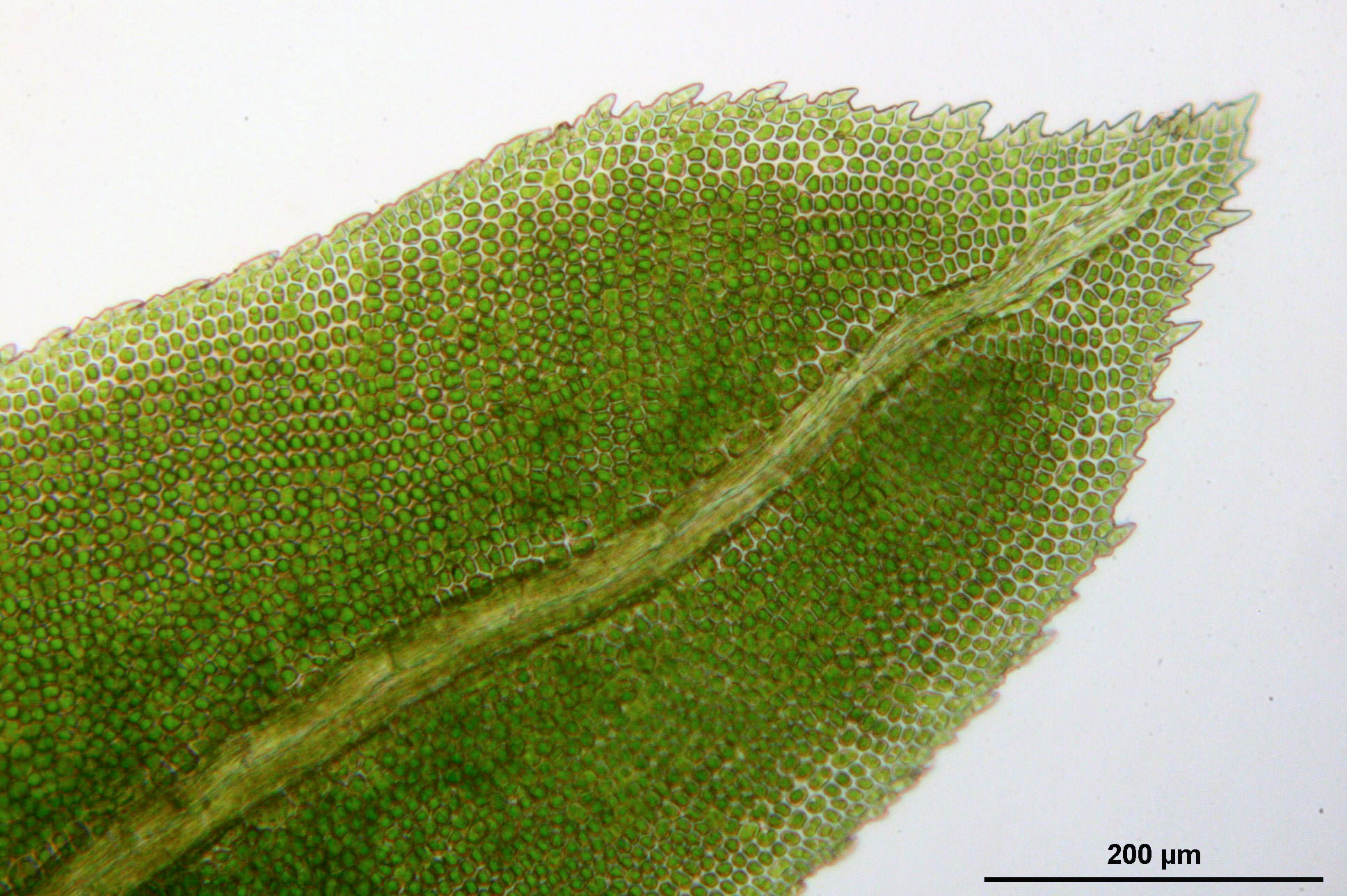
Blad
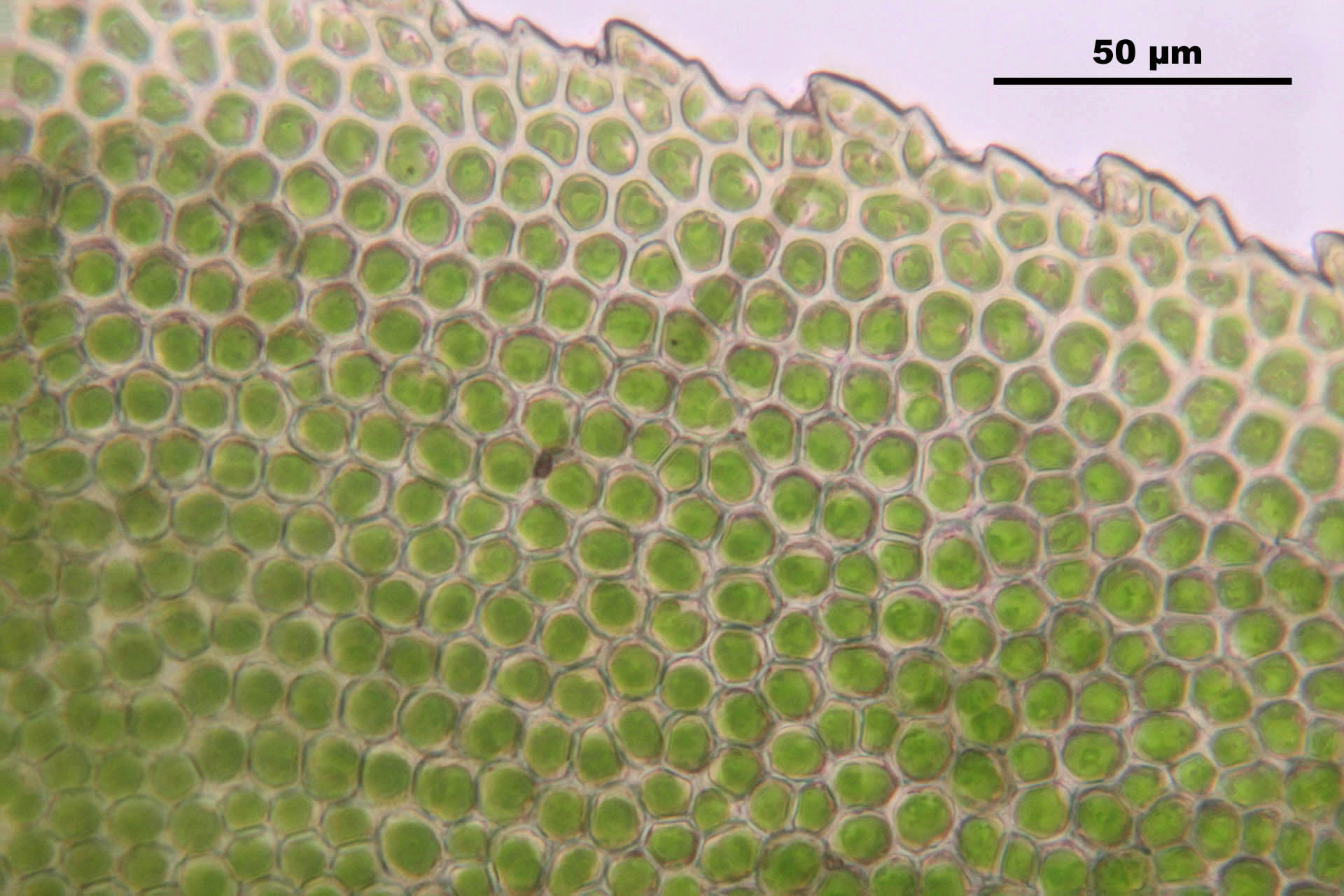
Bladcellen
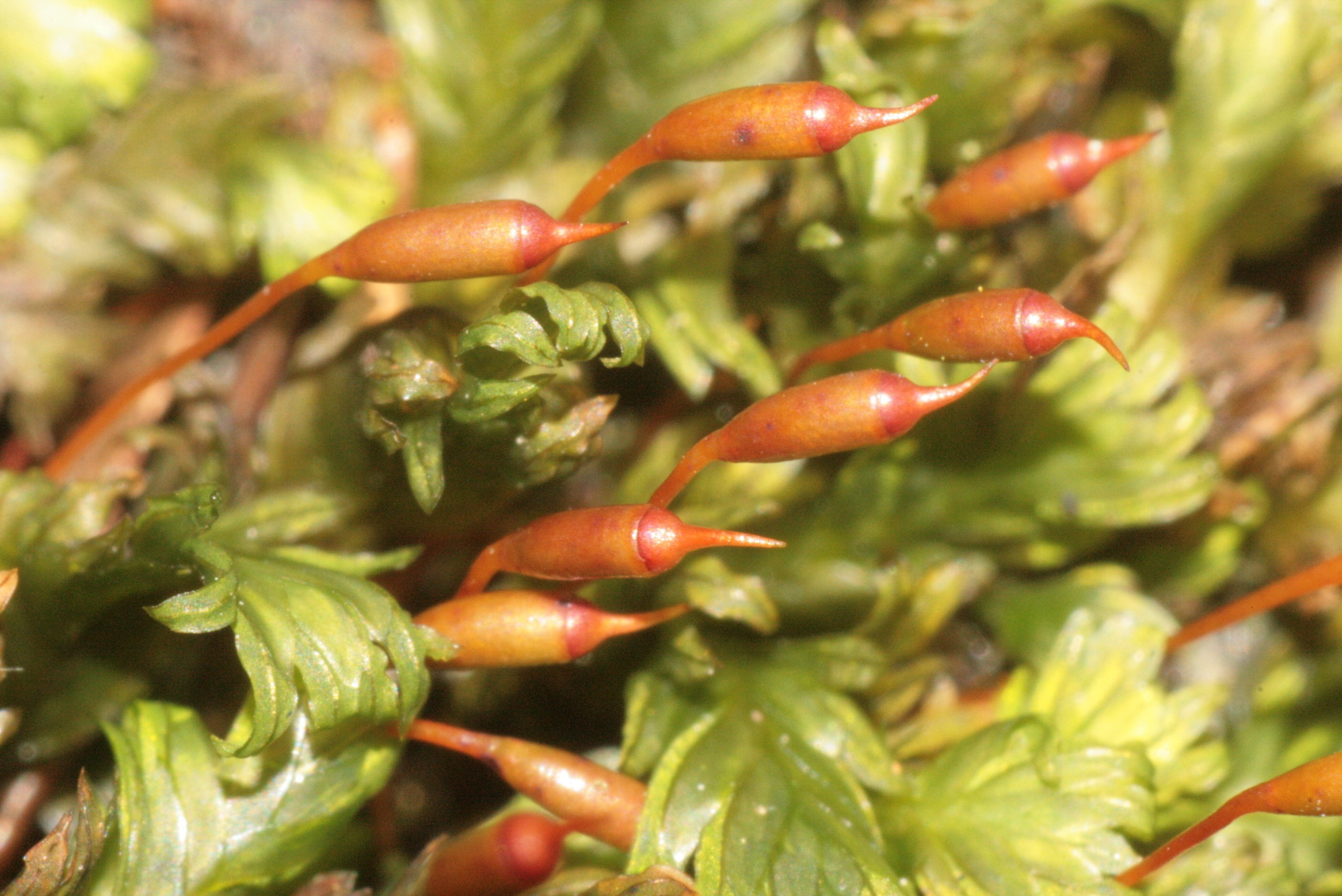
Sporenkapsels
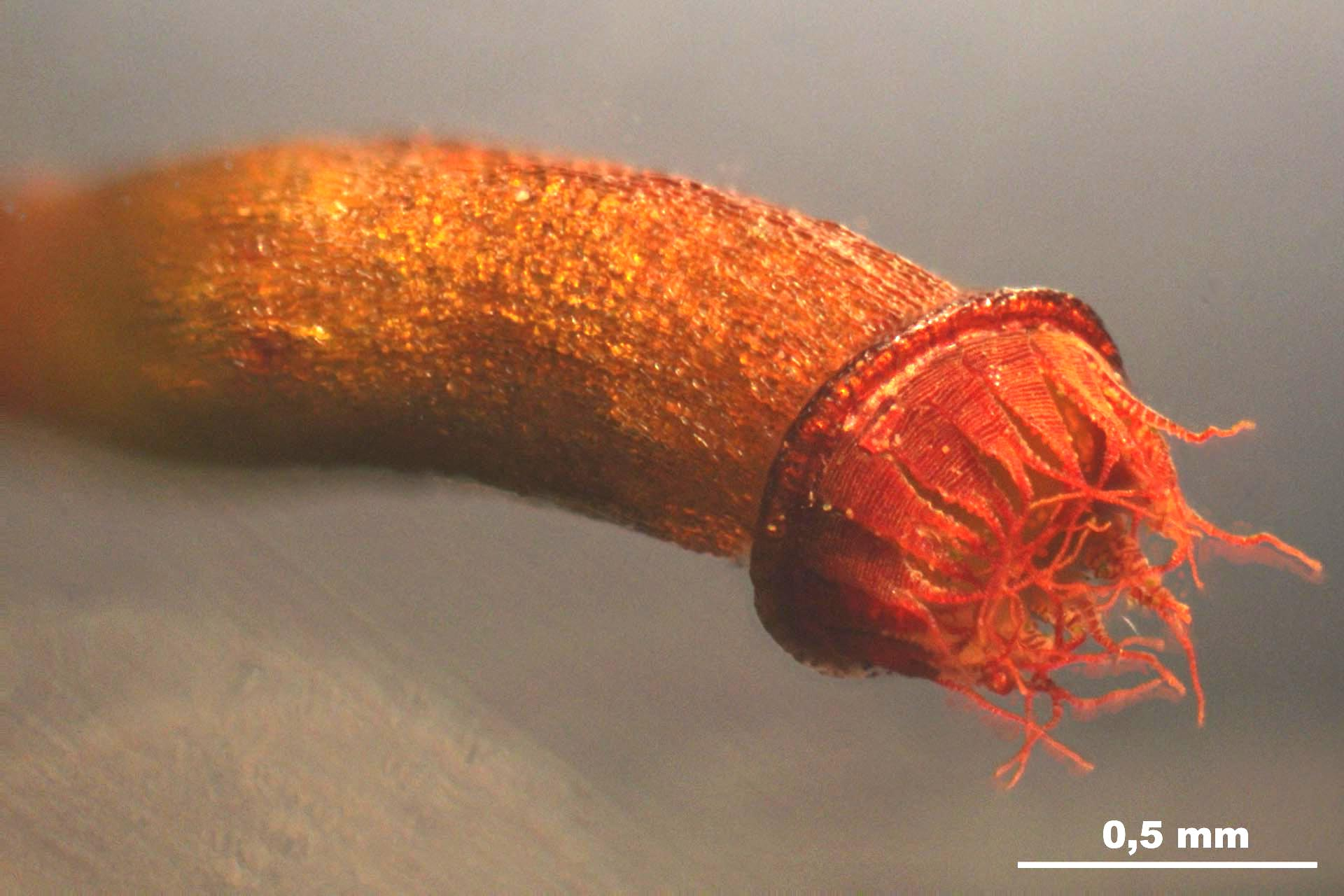
Peristoom
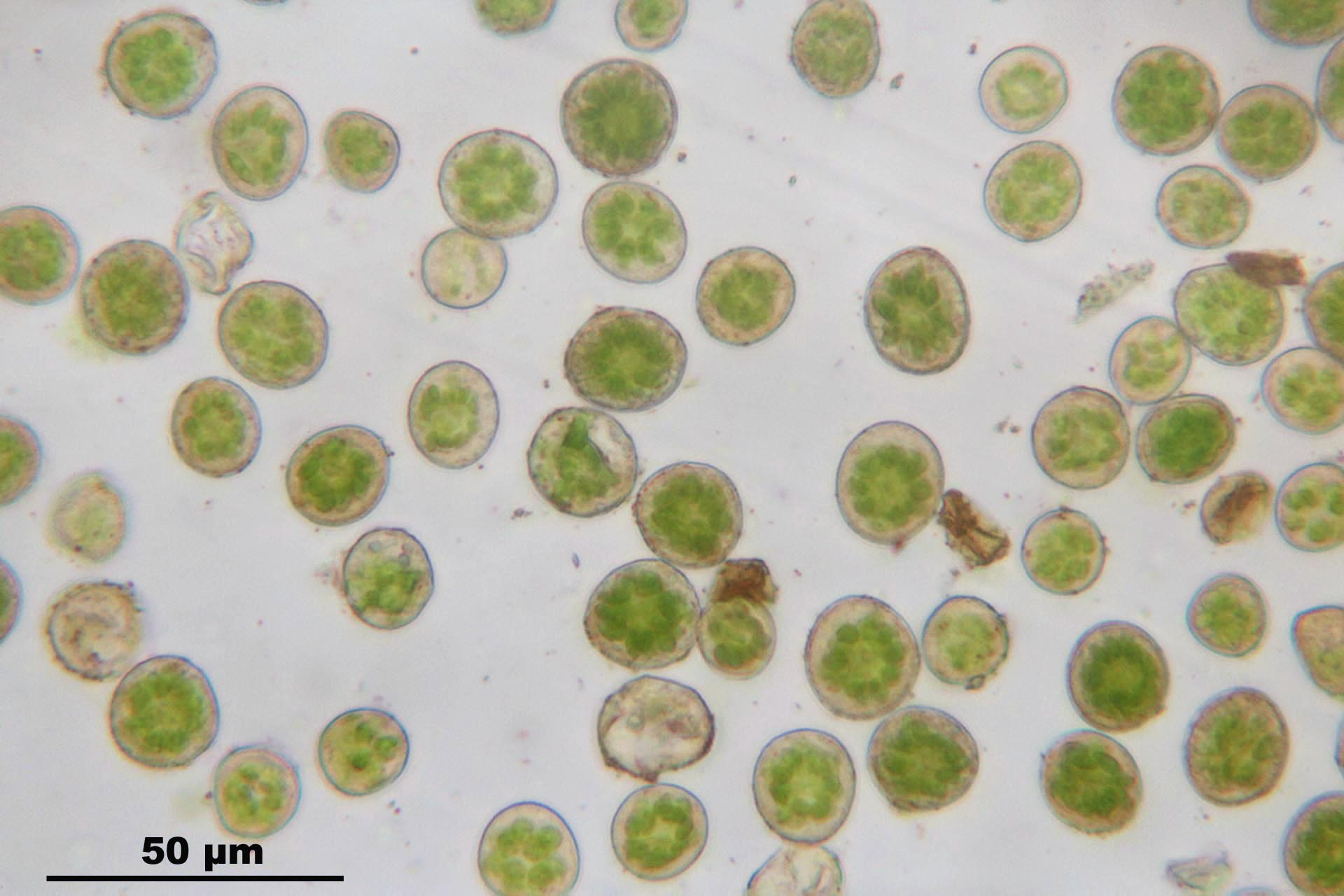
Sporen